# Eva Kärfve
Eva Birgitta Anette Kärfve, född 15 juli 1949, är en svensk sociolog. Hon är docent och universitetslektor i sociologi vid Lunds universitet och legitimerad sjuksköterska.
Kärfve disputerade i sociologi vid Lunds universitet med en avhandling om medeltida häxförföljelser. Hon är också känd för sin kritik mot användningen av det numera obsoleta begreppet damp inom den neuropsykiatriska vården.

## Avhandling
Historikern Peter Englund recenserade i Expressen den 25 augusti 1992 Kärfves avhandling och skrev att "[v]erket har sina fläckar: underlaget för vissa slutsatser är nog så tunt och författarinnan brister här och där i idéhistorisk beläsenhet och källkritisk förmåga. Sedd som en akademisk avhandling är den ändå något av en prestation: i bjärt kontrast till det mesta som valsas ut från våra lärdomsfabriker är detta mogna och uppslagsrika verk en fröjd att läsa."

## Kärfves kritik av Göteborgsstudien om barn med damp (Idag ADHD)
Eva Kärfve, tillsammans med barnläkaren Leif Elinder, är kritisk mot Göteborgsstudien om barn med DAMP, som genomförts av Christopher Gillberg med medarbetare vid kliniken för neuropsykiatri i Göteborg. Kritiken mot forskningen framfördes och uppmärksammades  i allmänna massmedia och i boken Hjärnspöken - DAMP och hotet mot folkhälsan. 
Damp-begreppet inom barnneuropsykiatrin och fokuserades av Gillberg innan ADHD-diagnosen (Attention-Deficit/Hyperactivity Disorder) utkristalliserats och är en förkortning av Deficits in Attention, Motor control and Perception, som beskriver tillståndets olika symtom. 
Kärfves och Elinders invändningar mot diagnosen DAMP är bland annat att diagnoskriterierna är vaga, att det finns brister i överensstämmelse mellan de svenska kriterierna och internationella kriterierna, samt att kvaliteten i de statistiska underlagen för studien är dålig. Men även Kärfve menade också att bristerna i vetenskaplighet berörde såväl godtyckliga urvalsförfaranden, cirkelresonemang som grund för operationalisering, obeprövade mätmetoder, ett stort bortfall, den godtyckliga brytpunkten mellan normalt och onormalt, kontrollgrupper innehållandes blott två barn som fick tjäna som material för extrapolering av 3,1% extra, av de 7,1 procenten, av de barn som påstods vara "drabbade" av "DAMP". Ett förfarande Gillberg i ursprugnspublikationen själv benämnde som "unreliable" Siffran användes dock även i fortsättningen, bland annat av Magnus Landgren, 15 år senare. Fem familjer som uttryckligen inte ville fullfölja undersökningen räknades också in i Gillbergs material.
Ett av Kärfves argument mot Gillbergs forskning, vilket inte berör de många metodologiska tveksamheterna Kärfve menade präglade Gillbergs forskning, är att DAMP-diagnosen i oproportioneligt hög grad ställdes på barn från arbetarklassen. Kärfve ansåg vidare att gillbergruppen negligerat att barns sociala problem ofta kan förklaras av brister i uppväxtmiljön. Kärfve menade därför att försiktighet därför borde ha iakttagits gällande att ge biologiska förklaringar och behandlingar. Hon kritiserar barnpsykiatrin för imperialism och för att ha givit Gillberg en "totalitär" ställning. I kritiken mot biologismen inom psykiatrin som framförs i Hjärnspöken. I DAMP och hotet mot folkhälsan pekar Kärfve på godtyckligheten i gränsdragningar beträffande begåvning, och drar en parallell till upprinnelsen till nazismens massutrotning av utvecklingsstörda vilkas existensberättgande var ifrågasatt under 1940-talet:
| ” | Tredje rikets massutrotning tog sitt avstamp i 'barmhärtighetsmord' på utvecklingsstörda [....] När det gäller de psykiskt handikappade finns det alltså ingen anledning att[...] blåsa faran över. [...] Man kan föreställa sig att brytpunkten mellan normal och undermålig intelligens skulle vara lätt att placera. Men i själva verket har vetenskapen haft svårt att sätta fingret på rätt ställe | „ |

Kärfve anser att psykiatriska diagnoser syftar till segregation[källa behövs] och att sociala orsaker och miljöfaktorer ignoreras som en möjlig förklaring till de avvikande beteenden som barnen i studien uppvisar. Enligt Kärfve betyder detta att barn betraktas som födda till ett visst öde, enligt den ortodoxa (aepigenetiska) sociobiologiska modellen, alltså oberoende om de utsatts för vanvård eller ej. Kärfve ansluter sig härvid till en antireduktionistisk strömning inom sociologi, som hävdar att läkarkåren ofta ignorerar sociala orsaker till såväl somatisk som psykiatrisk ohälsa; teoribildningen utgår bland annat från Foucault.

## Kritik mot Kärfve
Ett antal läkare och forskare inom barnpsykiatrisk kliniskt anknuten forskning har framfört kritik mot bristfälligheter i faktaunderlaget i Kärfves granskning av DAMP i boken. Tre överläkare anmälde henne för oredlighet i forskning till Lunds universitet 2003-2004. Lunds universitet valde att inte utreda och kritiserades därefter av Högskoleverket för att frågan om oredlighet inte följts upp. Lunds universitet formulerade då tre frågeställningar om boken som de bad Vetenskapsrådet ta ställning till. En av Vetenskapsrådet tillsatt expertgrupp gjorde bedömningen att de delar som de ombetts granska i Kärfves bok inte bröt mot god forskningssed. En av de sakkunniga ifrågasatte om ärendet var en angelägenhet för Vetenskapsrådet eftersom "boken snarast är en pamflett med kritisk granskning av den av Gillberg ledda forskningen. Det förhållandet att tonen är konfrontativ, ibland insinuant, är en fråga om personlig stil och kan knappast betraktas som oredlighet."
Bland Kärfves kritiker ingår också anhöriga  och föräldrar till barn med neuropsykiatriska funktionsvariationer, liksom medverkande i Göteborgsstudien, som motsatte sig utlämnandet av det integritetskänsliga forskningsmaterialet om dem till Kärfve och Elinder.
Karin Mossler, en av de föräldrar som uttalat sig om konflikten mellan Kärfve och Gillberg och om de negativa värderingar hon anser drabbar barn med osynliga funktionsvariationer, anför följande kritik mot Kärfves argument: "Kärfve [har] fel i att ett diagnostiserande skulle förhindra 'samhällskritik'. Ingen som följt debatten de senaste åren har undgått att många föräldrar är mycket kritiska till nedskärningarna i skolan, som drabbar barn med särskilda behov hårdast. En del skolpolitiker avvisar däremot diagnostik just av skälet att det leder till krav på ökade resurser."
Professor Thomas Brante har däremot försvarat Kärfve. Medicine doktor Michael G Koch har hävdat att Kärfve har rätt att granska den psykiatriska forskningen. Medicine doktor Åke Thörn menar att det är obehagligt att utsättas för granskning, men att det likväl bör få ske.